# Thiès (Département)

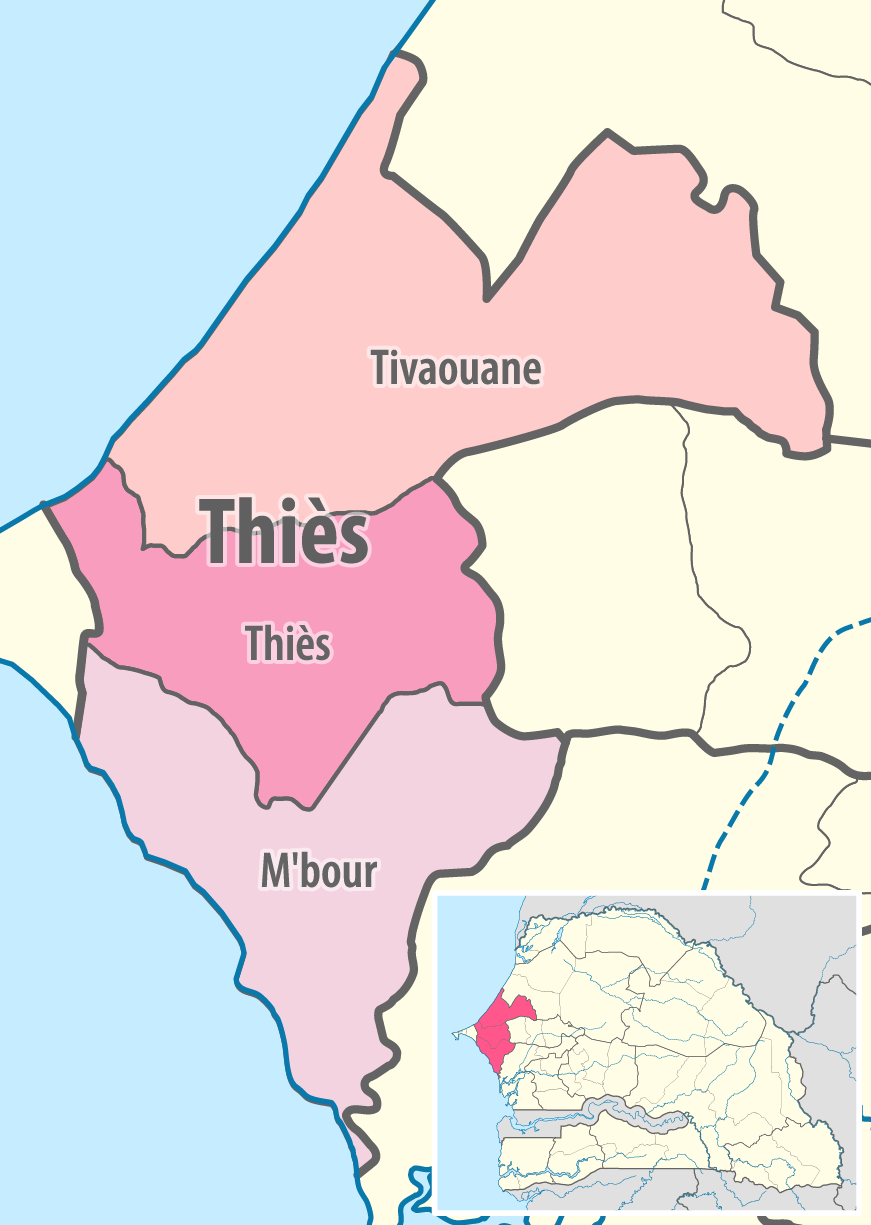
Département Thiès in der Region Thiès

Das Département Thiès mit der Hauptstadt Thiès ist das mittlere von drei Départements des Senegal, in die die Region Thiès von Nord nach Süd gegliedert ist. Es liegt im zentralen Westen des Senegal und grenzt an die Metropolregion Dakar.

## Bevölkerung
Volkszählungen ergaben für das Département jeweils folgende Einwohnerzahlen:
| Jahr | Einwohner |
| ---- | --------- |
| 1988 | 367.190   |
| 2002 | 495.666   |
| 2013 | 667.814   |
| 2023 | 879.186   |

## Gliederung
Im Jahr 2013 galt noch die Gliederung in Arrondissements, Kommunen (Communes) und Landgemeinden (Communautés rurales) bei einer Fläche von 1873 km²
Nach dem Stand von 2021 gab es eine Unterteilung des Départements in drei Arrondissements mit neun nachgeordneten Gemeinden (Communes). Ferner gab es außerhalb der Arrondissements zwei weitere Kommunen und die Großstadt Ville de Thiès, die Hauptstadt und Präfektur des Départements, die ihrerseits in zwei Arrondissements mit drei nachgeordneten Communes (Stadtbezirke) gegliedert war. Das Département hatte 2023 eine Fläche von 1.634 Quadratkilometern.
Der Verwaltungsgliederung des Départements wird zunächst die Verwaltungsgliederung der Hauptstadt Ville de Thiès vorangestellt.
| Teilgebiet                   | Fläche km² | Einwohner 2013 | Einwohner 2023 |
| ---------------------------- | ---------- | -------------- | -------------- |
| Arrondissement de Thiès Nord | 19,100     | 104.095        | 136.138        |
| Thiès Nord                   | 19,100     | 104.095        | 136.138        |
| Arrondissement de Thiès Sud  | 15,831     | 213.668        | 255.115        |
| Thiès Est                    | 5,521      | 132.080        | 166.256        |
| Thiès Ouest                  | 10,310     | 81.588         | 88.859         |
| Ville de Thiès zusammen      | 34,931     | 317.763        | 391.253        |

| Teilgebiet                    | Fläche km² | Einwohner 2013 | Einwohner 2023 |
| ----------------------------- | ---------- | -------------- | -------------- |
| ohne Arrondissement           | 48,507     | 357.078        | 441.448        |
| Ville de Thiès zusammen       | 34,931     | 317.763        | 391.253        |
| Khombole                      | 6,467      | 15.587         | 20.321         |
| Pout                          | 7,109      | 23.728         | 29.874         |
| Arrondissement de Thiénaba    | 537,160    | 123.736        | 168.400        |
| Thiénaba                      | 141,900    | 24.254         | 33.918         |
| Ngoudiane                     | 82,460     | 24.677         | 33.350         |
| Ndiéyène Sirah                | 114,200    | 30.114         | 37.295         |
| Touba Toul                    | 198,600    | 44.691         | 63.837         |
| Arrondissement de Keur Moussa | 535,293    | 124.797        | 186.477        |
| Keur Moussa                   | 221,100    | 39.850         | 61.707         |
| Diender                       | 116,100    | 33.312         | 44.358         |
| Fandène                       | 194,600    | 28.050         | 47.139         |
| Kayar                         | 3,493      | 23.585         | 33.273         |
| Arrondissement de Notto       | 513,100    | 62.203         | 82.861         |
| Notto                         | 244,400    | 41.936         | 55.967         |
| Tassette                      | 268,700    | 20.267         | 26.894         |
| Département zusammen          | 1.634,060  | 667.814        | 879.186        |